# Analoges Fernsehen
Analoges Fernsehen ist ein retronymer Begriff und bezeichnet die Ausstrahlung von Fernsehsignalen, bei denen zumindest die Bilddaten, meist aber auch die Tondaten analog übertragen werden. Aufnahme und Bearbeitung (Schnitt, Effekte usw.) können dabei aber durchaus mittels digitaler Technik erfolgen. Im Zuge des Umstiegs auf digitales Fernsehen wird die Übertragung analoger Fernsehprogramme in den kommenden Jahren sukzessive eingestellt. Siehe: Analogabschaltung.

## Abschalttermine für terrestrisches analoges Fernsehen
| Datum              | Land                          |
| ------------------ | ----------------------------- |
| 01. September 2006 | Luxemburg                     |
| 11. Dezember 2006  | Niederlande                   |
| 01. September 2007 | Finnland                      |
| 25. September 2007 | Andorra                       |
| 29. Oktober 2007   | Schweden                      |
| 27. Mai 2008       | Schweiz a                     |
| 12. Juni 2009      | Vereinigte Staaten            |
| 30. Juni 2009      | Deutschland                   |
| 31. Oktober 2009   | Dänemark                      |
| 30. November 2009  | Norwegen                      |
| 03. April 2010     | Spanien                       |
| 31. Dezember 2010  | Slowenien                     |
| 07. Juni 2011      | Österreich                    |
| 31. August 2011    | Kanada                        |
| 30. November 2011  | Belgien Frankreich            |
| 31. März 2012      | Japan b                       |
| 30. Juni 2012      | Tschechien                    |
| 24. Oktober 2012   | Irland Vereinigtes Königreich |
| 31. Dezember 2012  | Bulgarien Italien Südkorea    |
| 23. Juli 2013      | Polen                         |
| 29. Juni 2016      | Brasilien                     |
| 01. Mai 2019       | Ukraine                       |
| 14. Oktober 2019   | Russland                      |

## Technik

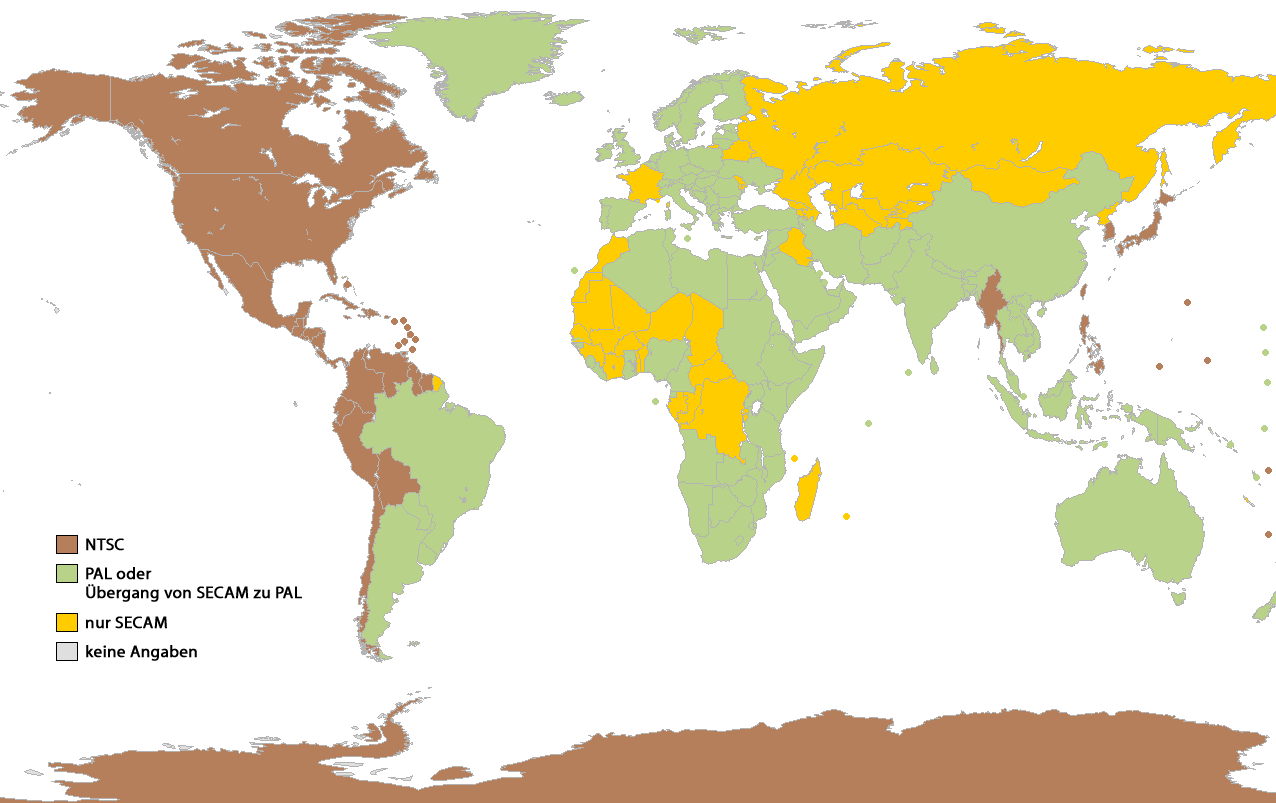
Weltkarte mit der Verteilung der analogen Fernsehverfahren, Stand 2005

Zu Beginn der Geschichte des Fernsehens dominierte jahrzehntelang das Schwarzweißfernsehen. Farbfernsehen wurde regional unterschiedlich in Form der Standards PAL, SECAM und NTSC eingeführt. Mit Zweikanalton-Verfahren wie NICAM konnte der Ton zum Bild in Stereo übertragen werden.
Beim Amateurfunk-Fernsehen wird weiterhin mit diversen, teils auch analogen Techniken experimentiert.
In Deutschland waren für den analogen Fernsehrundfunkdienst zuletzt Frequenzen zwischen 47 und 68, 174 und 230 sowie (mit 40 Kanälen à 8 MHz) 470 und 790 MHz, also nach einer gängigen Einteilung in Bereich I (VHF), Bereich III (VHF) sowie Bereich IV/V (UHF), vorgesehen. Der Teil in Bereich III wird in Deutschland jetzt für den terrestrischen digitalen Tonrundfunkdienst nach dem DAB-Standard genutzt, der Teil in Bereich IV und V für terrestrisches digitales Fernsehen.